# Штольберги

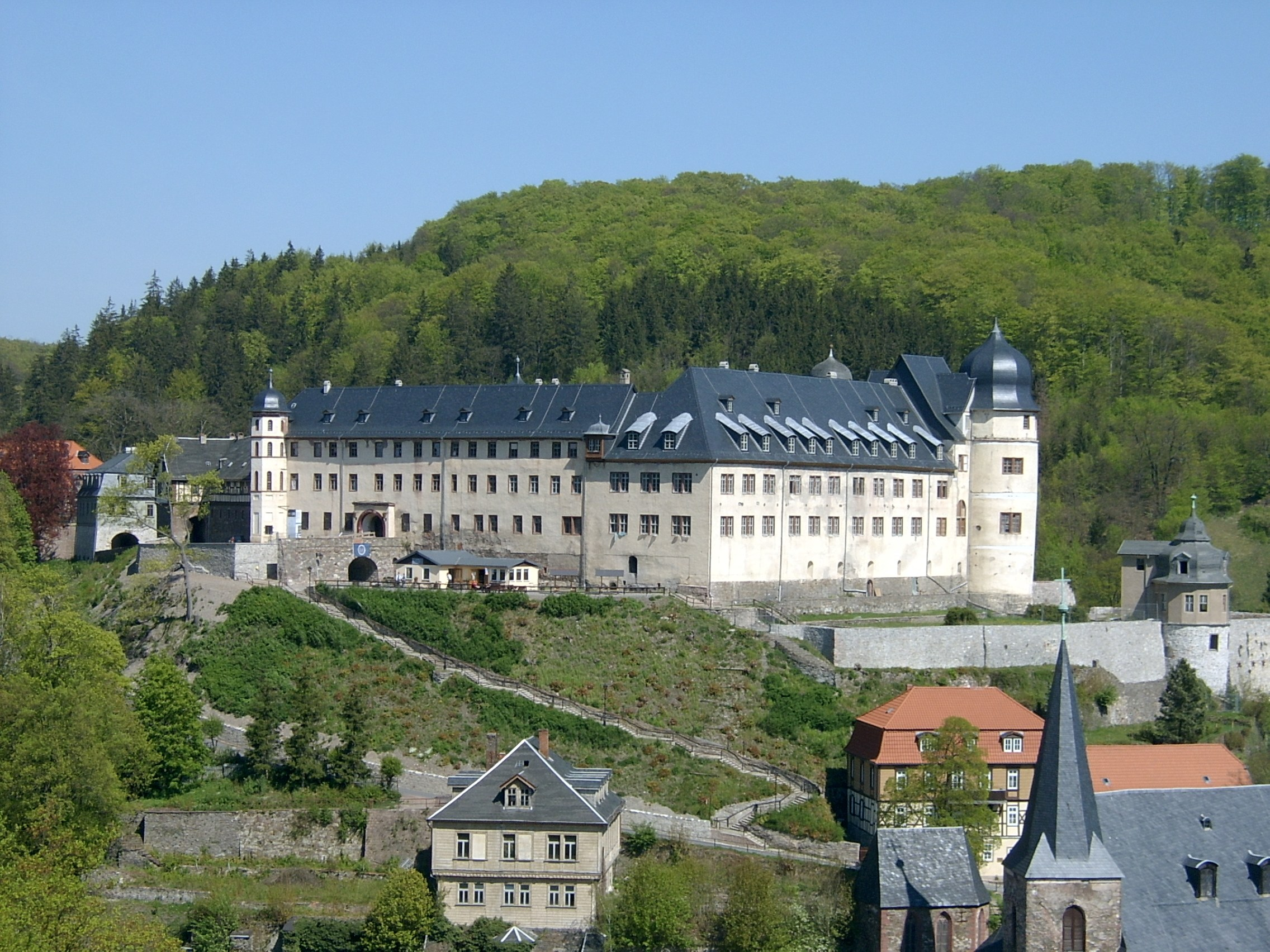
Родовой замок Штольберг

Штольберги (нем. Stolberg) — род владетельных графов из Гарца, ядром владений которых с XIII века и до 1945 года было одноимённое горнорудное поселение. Первый граф Штольберг (вероятный потомок графов Хонштайна) упоминается в 1210 году, а в конце XIV века один из графов занимал епископскую кафедру в Мерзебурге.
Получив в 1412 году место в совете имперских графов, Штольберги расширили свои владения за счёт присоединения Хонштайна, Кельбры и Херингена (1417), которыми они управляли на паях с Шварцбургами, графств Вернигероде (1429), Кёнигштайн (1535) и Рошфор (1544). Во время Реформации Штольберги охотно приняли лютеранство.
Вследствие разбросанности их владений по карте Европы в марте 1548 года был произведён раздел владений Штольбергов между линиями саксонской (Штольберг-Штольберг), прирейнской (Штольберг-Кёнигштайн) и нидерландской (Штольберг-Рошфор), однако он продолжался всего одно поколение. В 1574 году Рошфор унаследовали Лёвенштейны, причём в 1737 году он вернулся к Штольбергам.

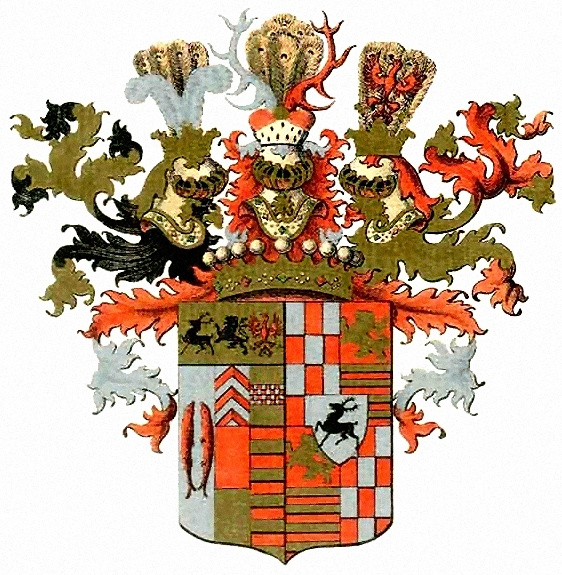
Герб дома Штольберг с 1742

В 1645 году саксонские Штольберги разделились на старшую ветвь Штольберг-Вернигероде (из которой вскоре выделились ветви Штольберг-Гедерн и Штольберг-Шварца) и младшую, Штольберг-Штольберг (из которой в 1706 году выделилась ветвь Штольберг-Росла).
В 1742 году император Карл VII возвёл главу линии Штольберг-Гедерн в княжеское Священной Римской империи достоинство. Последний её представитель умер в разгар медиатизации в 1804 году. Саксонские Штольберги были медиатизованы курфюрстами Саксонии ещё в 1748 году; по итогам наполеоновских реформ их прежние владения вошли в состав Прусского королевства.
В 1893 году кайзер Вильгельм II признал право на княжеский титул за графами Штольберг-Вернигероде, Штольберг-Штольберг и Штольберг-Росла.

## Представители

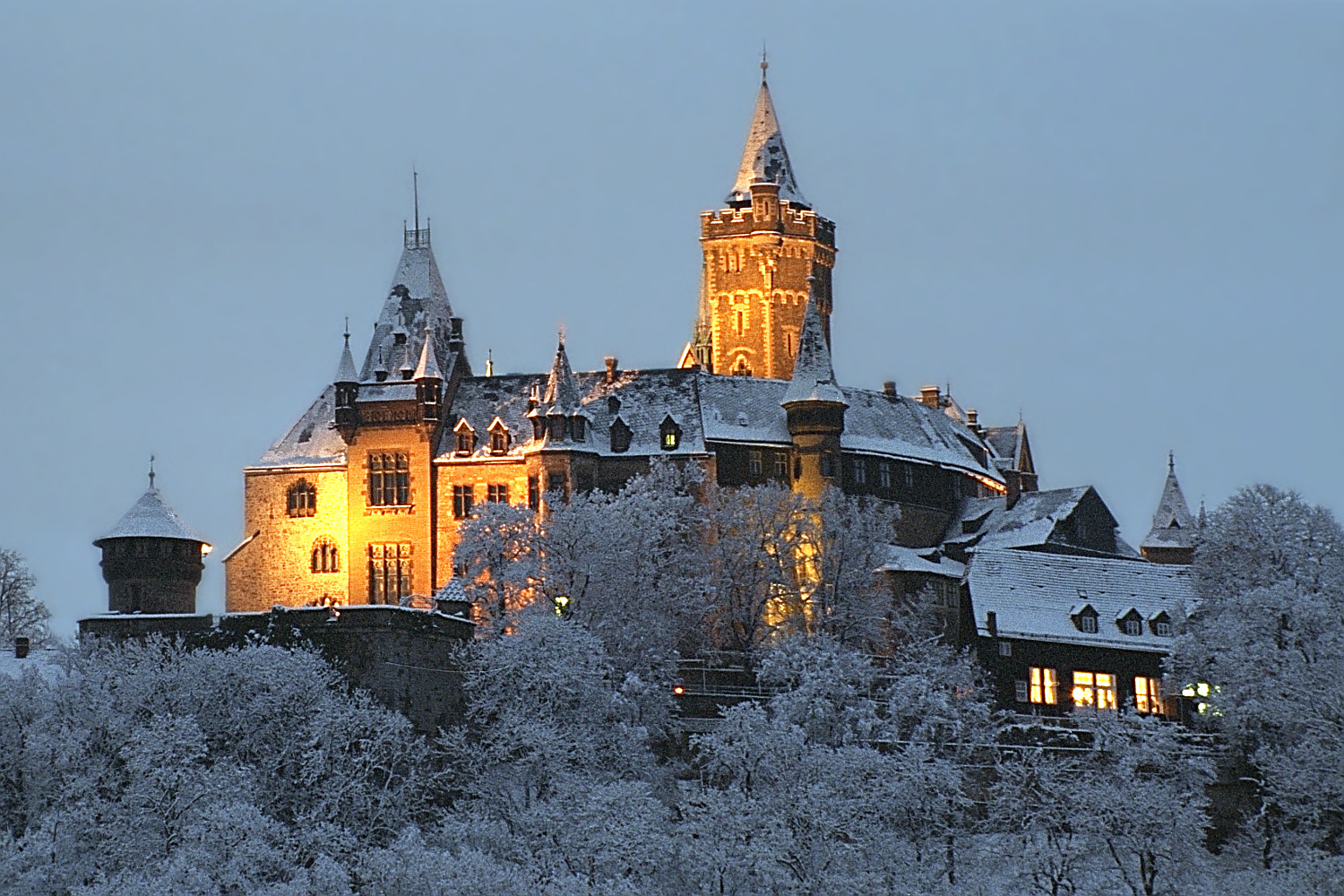
Перестроенный в XIX веке замок Вернигероде — семейное гнездо прусских Штольбергов-Вернигероде

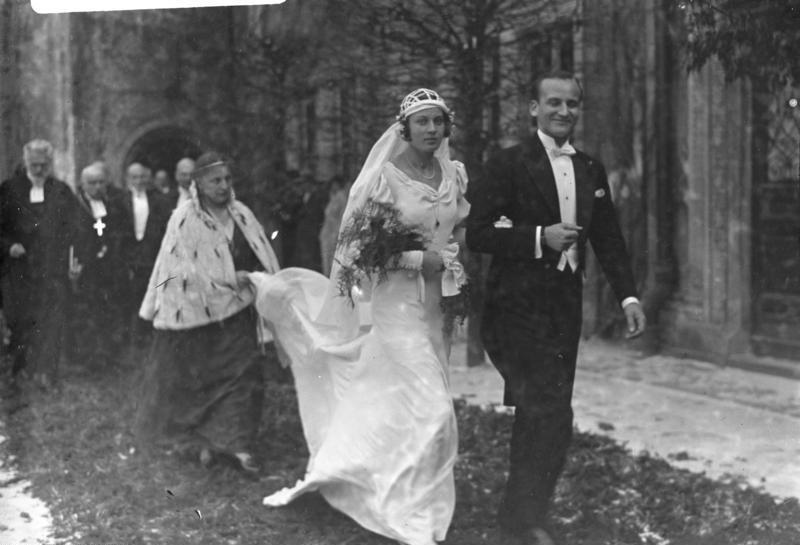
Бракосочетание князя Штольберг-Штольберга в 1933 году

- Анна Штольберг-Вернигеродская[англ.] (1504—1574) — носила редкий в европейской истории титул «княгиня-епископ», управляя Кведлинбургским аббатством с 12-летнего возраста. В 1539 году перешла в лютеранство.
- Юлиана Штольбергская, во 2-м браке графиня Нассау-Дилленбургская (1506—1580) — убеждённая лютеранка, мать Вильгельма I Оранского; в её честь была названа нидерландская королева Юлиана. Известна своей плодовитостью: у неё было 123 детей и внуков.
- Луиза фон Штольберг-Гедерн (1752—1824), т. н. графиня Олбани — внучка (по матери) последнего князя Горна, выдана императрицей Марией-Терезией за пожилого Карла Стюарта, но вскоре влюбилась в поэта Витторио Альфьери, с которым открыто жила в Париже, где держала модный салон.
- Кристиан цу Штольберг-Штольберг[вд] (1748—1821) — поэт, старший брат Фридриха.
- Фридрих Леопольд цу Штольберг-Штольберг[вд] (1750—1819) — дипломат и поэт, разделявший идеалы «Бури и натиска», спутник Гёте в его швейцарском путешествии.
- Августа Луиза цу Штольберг-Штольберг[нем.] (1753—1835) — сестра предыдущего, жена датского министра Бернсторфа, памятна оживлённой перепиской с Гёте в 1775 и 1776 гг.
- Эбергардт цу Штольберг-Вернигероде[нем.] (1810—1872) — обер-президент Силезии (1869), первый президент прусской палаты господ (1862).
- Отто фон Штольберг-Вернигероде (1837—1896) — первый вице-канцлер Германской империи (1878—1881), с 1890 года князь.
- Удо цу Штольберг-Вернигероде[нем.] (1840—1910) — племянник предыдущего, консервативный германский политик, обер-президент Восточной Пруссии (1895) и председатель Рейхстага (1907).